# Alphonsea lucida
Alphonsea lucida är en kirimojaväxtart som beskrevs av George King. Alphonsea lucida ingår i släktet Alphonsea och familjen kirimojaväxter. IUCN kategoriserar arten globalt som sårbar. Inga underarter finns listade i Catalogue of Life.